# Brighton (Alabama)
Brighton è un comune degli Stati Uniti d'America situato nella contea di Jefferson dello Stato dell'Alabama.
Qua è nato il giocatore di football Parnell Dickinson.